# Suzuki Van Van 125

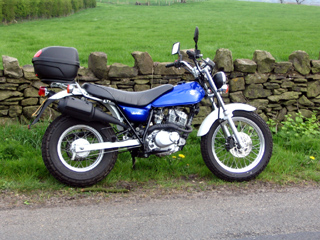
Suzuki Van Van 125

Suzuki Van Van 125 je motocykl firmy Suzuki určený především pro městský provoz, vyráběný od roku 2003.

## Popis
Retro styl motocyklu evokuje sedmdesátá léta. Výkon jednoválcového, vzduchem chlazeného motoru přenáší na zadní kolo sekundární pohon řetězem. Převodovka je šestistupňová.

## Technické parametry pro modelový rok 2013
- Motor: Čtyřdobý jednoválec
- Zdvihový objem: 125 cm³
- Ventilový rozvod: SOHC
- Vrtání x zdvih: 57x48,8 mm
- Výkon při otáčkách:
- Točivý moment:
- Kompresní poměr: 9,2:1
- Chlazení: vzduchem
- Počet rychlostí: 6
- Sekundární převod: řetěz
- Rám: jednoduchý trubkový
- Rozvor: 1385 mm
- Délka: 2140 mm
- Šířka: 860 mm
- Výška: 1120 mm
- Výška sedla: 770 mm
- Brzdy vpředu: 1 kotouč
- Brzdy vzadu: bubnová
- Pneu vpředu: 130/80 R18
- Pneu vzadu: 180/80 R14
- Suchá hmotnost:
- Pohotovostní hmotnost: 128 kg
- Objem nádrže: 6,5 l
- Maximální rychlost: